# مارتين رودريغيز (لاعب اتحاد الرغبي)
مارتين رودريغيز (بالإسبانية: Martín Rodríguez) هو لاعب اتحاد الرغبي أرجنتيني، ولد في 4 ديسمبر 1985 في روساريو في الأرجنتين.

## وصلات خارجية
- مارتين رودريغيز على موقع سلسلة سباعيات الرغبي العالمية - رجال (الإنجليزية)
- مارتين رودريغيز عل موقع إسبنسكروم (الإنجليزية)
- مارتين رودريغيز على موقع ItsRugby.co.uk (الإنجليزية)